# Hydrotaea glabricula
Hydrotaea glabricula är en tvåvingeart som först beskrevs av Fallen 1825.  Hydrotaea glabricula ingår i släktet Hydrotaea och familjen husflugor. Arten är reproducerande i Sverige. Inga underarter finns listade i Catalogue of Life.